# Матриця: Революція

Фінальна битва між Нео і Смітом

«Матриця: Революція» (англ. The Matrix Revolutions) — третій американський фантастичний кінофільм, випущений режисерами братами Вачовські 5 листопада 2003 року, у серії кінокартин «Матриця», розпочатої 1999 року. Фільм є прямим продовженням «Матриця: Перезавантаження» і оповідає про останні години війни людей і машин, долю якої повинен вирішити Обраний — Нео. Фільм отримав 4 нагороди та 30 номінацій.

## Сюжет
Поки армія Машин прямує до міста Сіон, Нео і Бейн непритомні. Морфей перебуває у глибокій депресії після усвідомлення того, що пророцтво про Обраного — брехня машин. Але він впевнений, що Нео зараз в Матриці, тримаючи з нею якимось чином зв'язок. Нео тим часом опиняється на станції метро. Це перехідний пункт між Матрицею і світом машин. Він зустрічає сім'ю «програм» — Рама-Кандру з дружиною Камалою і дочкою Саті. Той говорить, що Нео слід вирушити до Француза (Меровінга). Морфей з Триніті за порадою свого інформатора Серафима вирушають до віщунки Піфії, а потім до Нео. Проте дорогою програма-пасажир затримує потяг. Нео в розмові з Рама-Кандру чує від нього, що опинився на станції через любов, яка не емоція, а спосіб зв'язку. Прибулий Провідник не пускає Нео у вагон.
Серафим, Морфей і Триніті вирушають у клуб Меровінгів, щоб витягнути Нео з межі світів. Меровінг цікавиться яким чином Нео опинився на станції, не підключений до Матриці. Він вимагає за визволення Нео очі Піфії. Після бійки дружина Меровінга переконує його показати шлях негайно. Триніті знаходить Нео, з друзями він вирушає до виходу з Матриці, але хоче зустріти Піфію.
Оракул пояснює, що не говорила про багато версії Матриці й Сіону, позаяк Нео не був до цього готовий. Вона запевняє — сила Обраного діє і в реальності, але не може передбачити чи Сіон вдається врятувати. Сміта вона називає антиподом Нео — непередбаченою змінною, що прагне власного вибору, а не передбаченого рівнянням Джерела. Щойно Нео покидає Піфію, до неї приходять копії Сміта, котрі вже поглинули Серафима і Саті. Один з них заражає віщунку і дізнається таким чином майбутнє, яке бачила Піфія.
У цей час в реальному світі команди кораблів «Навуходоносора» і «Хаммера» знаходять корабель Ніоби «Логос» з його командою. Вони допитують Бейна, але той нічого не пам'ятає. Нео приймає рішення — він просить віддати йому корабель, щоб він зміг вирушити в місто машин виконати те, що йому призначено. Капітан Роланд не вірить в пророцтво і вважає Нео божевільним. Ніоба віддає йому свій «Логос», бо Піфія передбачила, що їй доведеться вирішувати: допомогти Нео чи ні. Він і Триніті відлітають.
Дві команди розробляють план повернення в Сіон і виявляють тіло Меггі, убитої Бейном, який сховався на «Логосі». Він бере в заручники Триніті, але пізніше відпускає її, щоб битися з прибулим Нео. Вони розуміють — Бейном керує Сміт. У ході сутички Бейн випалює Нео очі. Але Обраний тепер може бачити істинний цифровий образ Бейна і вбиває його. Триніті стає пілотом, а Нео, отримавши можливість бачити всю інфраструктуру міста машин, вказує їй напрямок.
Машини пробурюються в Сіон, починається жорстока битва. Безліч воїнів гине, тримаючи оборону. Незабаром командир Джейсон Лок дізнається, що до Сіону обхідними тунелями летить «Хаммер», чий електромагнітний випромінювач може вивести з ладу нападників. Капітан Міфуне намагається дістатися до воріт міста, але машин надто багато. Він прикриває юнака, який встигає відчинити ворота, та сам гине. «Хаммер» влітає в Сіон і виводить з ладу машини електромагнітним імпульсом. Проте командування людей розуміє, що це ще не перемога — до Сіону все ще прямують тисячі машин. Люди ховаються в печері і готуються до останньої битви.
На шляху до Головного Комп'ютера, Джерела, Нео і Триніті зазнають нападу роботів-мисливців. Нео намагається знищити їх, використовуючи свої здібності, але машин дуже багато. «Логос» врізається у споруду поруч з Головним Комп'ютером. Коли Нео оговтується, Триніті помирає у нього на руках. У цей час до Сіону пробивається нова армія роботів. Бачачи цифровий світ, Нео вирушає крізь реальний до Джерела.
Нео постає перед Головним Комп'ютером і повідомляє, що Сміт заразив усю Матрицю, а скоро погубить місто машин. Джерело відповідає, що не потребує Нео, хоча обоє розуміють, що це не так. Обраний вимагає припинити війну в обмін на допомогу. Комп'ютер призупиняє атаку на Сіон, після чого під'єднує Нео до Матриці. Морфей розуміє — Нео бореться за них.
Обраний опиняється в Матриці, де Сміт заразив уже всіх та виступає проти нього як армія клонів. Маючи знання Піфії, Сміт усвідомлює, що цього дня хтось загине, але не знає хто саме: він чи Нео. Початковий Сміт сходиться з Обраним у двобої, проте сили рівні. Сміт не розуміє чому той продовжує боротьбу і називає його любов до людства нікчемною вигадкою, покликаною виправдати його існування. Нео здогадується, що знищити ворога слід не перемогою, а жертвою. Він дозволяє заразити себе в Матриці і Сміт перетворює його на свого клона. Головний Комп'ютер через тіло Нео очищає Матрицю від Сміта (тому що сам Сміт був не підключений до Матриці, а Нео був, до того ж, напряму через Джерело), однак Обраний при цьому помирає.
Виконуючи свою частку угоди, Комп'ютер відкликає роботів з Сіона і забирає тіло Нео. Матриця відбудовується, відновлюються і всі, хто був заражений Смітом. Архітектор зустрічається з Піфією, запитуючи скільки триватиме мир між людьми та машинами. Піфія відповідає, що це залежить від вільного вибору обох сторін. Задля забезпечення цього вибору Архітектор дає змогу всім людям, ще під'єднаним до Матриці, вийти з неї в реальний світ, якщо вони цього забажають. Серафим та Саті приходять туди ж, Саті показує на барвистий світанок, який створила в пам'ять про Нео. Дівчинка запитує в Оракула, чи побачить вона Нео знову, на що та загадково відповідає — напевно так. Коли Серафим запитує у Піфії чи знала вона яким саме стане кінець війни, віщунка відповідає — ні, але вірила.

## У ролях
- Кіану Рівз — Нео
- Керрі-Енн Мосс — Трініті
- Лоренс Фішберн — Морфеус
- Моніка Беллуччі — Персефона
- Гарольд Перріно — Лінк
- Г'юго Вівінг — Агент Сміт
- Джада Пінкетт-Сміт — Найобі
- Коллін Чоу — Серафим
- Мері Еліс — Піфія
- Гельмут Бакаїтіс — Архітектор
- Кейт Біген — роль другого плану
- Франсін Белл — роль другого плану
- Ессі Девіс — Меггі
- Нона Гей — Зі
- Крістофер Кірбі — роль другого плану
- Пітер Ламб — роль другого плану
- Нейтанієл Ліс — роль другого плану
- Гаррі Джей Леннікс — роль другого плану
- Роберт Меммон — роль другого плану
- Джо Меннінг — роль другого плану
- Моріс Морган — роль другого плану
- Рене Науфаху — роль другого плану
- Робін Невін — роль другого плану
- Женев'єв О'Райлі — роль другого плану
- Брюс Спенс — роль другого плану
- Лейчі Галм — роль другого плану
- Річард Сіденгам — роль другого плану
- Джина Торрес — роль другого плану
- Клейтон Вотсон — роль другого плану
- Бернард Вайт — роль другого плану
- Ламбер Вільсон — Меровінгов
- Ентоні Зербе — роль другого плану
- Таріні Мудальяр — Камала
- Руперт Рейд — роль другого плану
- Че Тіммінс — роль другого плану
- Корнел Вест — роль другого плану
- Ентоні Брендон Вонг — роль другого плану
- Крейг Вокер — роль другого плану

## Знімальна група
- Режисери — брати Вачовські
- Продюсер — Джоел Сільвер
- Сценарист — брати Вачовські
- Оператор — Білл Поуп
- Композитор — Дон Девіс
- Художник — Оуен Патерсон

## Факти
- Події сюжету відбуваються 2199 року.[1]
- Кіану Рівз, як повідомлялося, заробив 15 мільйонів доларів за фільм, еквівалент 400 тисячам доларів за кожну хвилину появи на екрані.[1]
- Команді зі спецефектів треба було два місяці, щоб розробити машини для імітації ідеально рівно падаючих крапель дощу.
- Натхненням для фінальної сутички між Смітом і Нео творцям послужив фінальний бій у фільмі «Сховатися ніде» (1999).
- Вулиця, на якій Нео і Сміт б'ються в кінцівці фільму, — це та ж сама вулиця, з якої Нео дзвонив у кінці «Матриці» (1999).
- Коли Нео йде до Оракула на задньому фоні грає «I'm Beginning to See the Light», та ж сама композиція в іншій версії грає в схожій сцені в «Матриці» (1999).
- Коли Триніті переслідує Провідника, то можна помітити рекламу «Powerade». Коли «Матриця: Перезавантаження» з'явилася на екранах, у США вийшли рекламні ролики «Powerade» у стилі «Матриці».[2]
- Чорний кіт в кінцівці фільму — це той самий кіт, що й у дежа-вю сцені в «Матриці» (1999).
- Під час фінальної сутички між Нео і Смітом і під час фінальних титрів, повторюється санскритська Слока в європейському стилі: «Asatoma Sat Gamaya, Tamasoma Jyotir Gamaya, Mrityorma Anritam Gamaya», — що при дослівному перекладі означає: «Веди мене із нереальності у реальність, веди мене із темряви до світла, веди мене із тимчасового у вічність».
- Корабель, який згадується, як «Молот», насправді називається «Мьйольнір», за назвою молота Тора (бога грому, бурі та родючості у германо-скандинавської міфології).
- Йен Блісс отримав роль у фільмі частково через свою зовнішню схожість з Г'юго Вівінгом.
- У фільмі міститься 804 кадри зі спецефектами.
- Торгова марка сигарет, яку курить Оракул, — це «Double Destiny» («Подвійна доля»).[1]

## Сприйняття

### Критика
Професійні західні критики оцінили фільм загалом негативно. Він отримав 36 % свіжості на сайті Rotten Tomatoes з середньою оцінкою 5,3. Середній показник на Metacritic складає 47/100.
Глядачі фільм оцінили краще. Рейтинг на IMDb складає 6,7/10.

### Касові збори
Бюджет фільму склав $110 млн. Він зібрав $139 млн у Північній Америці та близько $427 млн у всьому світі. За перші п'ять днів релізу він зібрав $83,8 млн, але протягом другого тижня показники знизилися на 66 %.